# Sikorsky S-52
Sikorsky S-52 là một loại trực thăng thông dụng được Sikorsky Aircraft phát triển cuối thập niên 1940. Nó được hải quân, thủy quân lục chiến và cảnh sát biển Hoa Kỳ sử dụng. Sikorsky S-52 là trực thăng đầu tiên của Hoa Kỳ có cánh quạt làm hoàn toàn bằng kim loại. Hải quân và thủy quân lục chiến định danh là HO5S-1, cảnh sát biển định danh HO5S-1G và lục quân định danh YH-18A.

## Biến thể

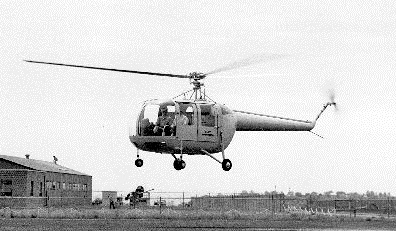
YH-18A của lục quân Hoa Kỳ đang thử nghiệm

S-52-1
S-52-2
S-52-3
YH-18A
HO5S-1
HO5S-1G
XH-39
Vertical Hummingbird

## Quốc gia sử dụng
Honduras
- Không quân Honduran

 Hoa Kỳ
- Lục quân Hoa Kỳ
- Bảo vệ Bờ biển Hoa Kỳ
- Thủy quân Lục chiến Hoa Kỳ
- Hải quân Hoa Kỳ

## Tính năng kỹ chiến thuật
Đặc điểm tổng quát
- Kíp lái: 2
- Sức chứa: 2 lính
- Chiều dài: 39 ft 2½ in (11.95 m)
- Đường kính rô-to chính:    33 ft  in (10 m)
- Chiều cao: 9 ft 9½ in (2.99 m m)
- Trọng lượng rỗng: 1650 lb (749 kg)
- Trọng lượng có tải: 2700 lb (1226 kg)
- Động cơ: 1 × Franklin 6V6-245-B16F (Military O-425-1), 245 hp (186 kW)

Hiệu suất bay
- Vận tốc cực đại: 110 mph (176 km/h)
- Vận tốc hành trình: 96 mph (154 km/h)
- Tầm bay: 415 dặm (668 km)
- Trần bay: 15.500 ft (4.724 m)
- Vận tốc lên cao: 1.300 ft/min (6,6 m/s)

### Sources
- FAA Type Data Certificate, Helicopter Specification No. 1H2, rev. 3; ngày 7 tháng 7 năm 1961.
- GAA Rotorcraft Flight Manual for Model S-52-3 Helicopter, Publication No. SA4045-10 Register 2, Sikorsky Aircraft Division of United Aircraft, 1952.
- Donald, David, ed. "Sikorsky S-52". Encyclopedia of World Aircraft. Etobicoke, Ontario: Prospero Books, 1997. ISBN 1-85605-375-X.
- Harding, Stephen. "Sikorsky H-28". U.S. Army Aircraft Since 1947. Shrewsbury, England: Airlife, 1990. ISBN 1-85310-102-8.
- Polmar, Norman, and Floyd D. Kennedy, Jr. Military Helicopters of the World. Annapolis, MD: Naval Institute Press, 1981. ISBN 0870213830.